# 達尼·加農
達尼·加農（英語：Danny Cannon，1968年10月5日—）是一位英格蘭男導演、編劇和製片人。曾入圍過艾美獎，且製作的電視劇產值達數十億美元。他參與過的著名電視劇如《CSI犯罪現場》（2000年至2006年）及其兩部衍生作《CSI犯罪現場：邁阿密》（2002年至2005年）與《CSI犯罪現場：紐約》（2004年至2011年）、《霹靂煞》（2010年至2013年）和《萬惡高譚市》（2014年至2018年）。

## 早期生活
加農出生於魯頓。他自16歲就開始拍攝電影，於1990年從國立電影電視學校畢業。他曾於在學期間拍攝過兩部學生電影，第一部《Play Dead》在第四台播映，這對於仍在學的學生來說是一種罕見的榮譽。之後，加農撰寫並執導了他的畢業電影《Strangers》，該片在愛丁堡國際影展上首映。

## 外部連結
- 達尼·加農在互联网电影资料库（IMDb）上的資料（英文）